# 下井草駅
下井草駅（しもいぐさえき）は、東京都杉並区下井草二丁目にある西武鉄道新宿線の駅。駅番号はSS10。

## 歴史
- 1927年（昭和2年）4月16日 - 開業。
- 1960年代後期 - 構造を島式ホーム1面2線から相対式ホーム2面2線に変更[1]。
- 1970年（昭和45年）10月4日 - 跨線橋の使用開始[1]。
- 1982年（昭和57年）8月3日 - 当時の新駅舎完成・使用開始。
- 2005年（平成17年）12月 - 1982年からの南口旧駅舎解体開始。
- 2007年（平成19年）2月3日 - 新駅舎完成・使用開始[2]。同時に太陽光発電設備の使用を開始[3]。

## 駅構造
相対式ホーム2面2線の地上駅で、南北自由通路を兼ねた橋上駅舎を有している。ホーム有効長は8両編成分である。
各ホームと改札階、改札階と地上との間にはエレベーター・エスカレーターが設置されている。上りホームには待合室も設置されている。
トイレは改札内コンコースにあり、多機能トイレを併設する。地上駅舎時代は下りホームにあった。
なお旧駅舎を改築するため、事業主体として第三セクターの下井草駅整備株式会社を設立し、2005年12月から国土交通省の鉄道駅総合改善事業として工事を行ない、2007年2月3日より現駅舎の使用を開始している。
駅改良前は売店は改札の外にあったが、改良後は改札内での営業となった。現在は売店は廃止され、自動販売機の設置のみになっている。

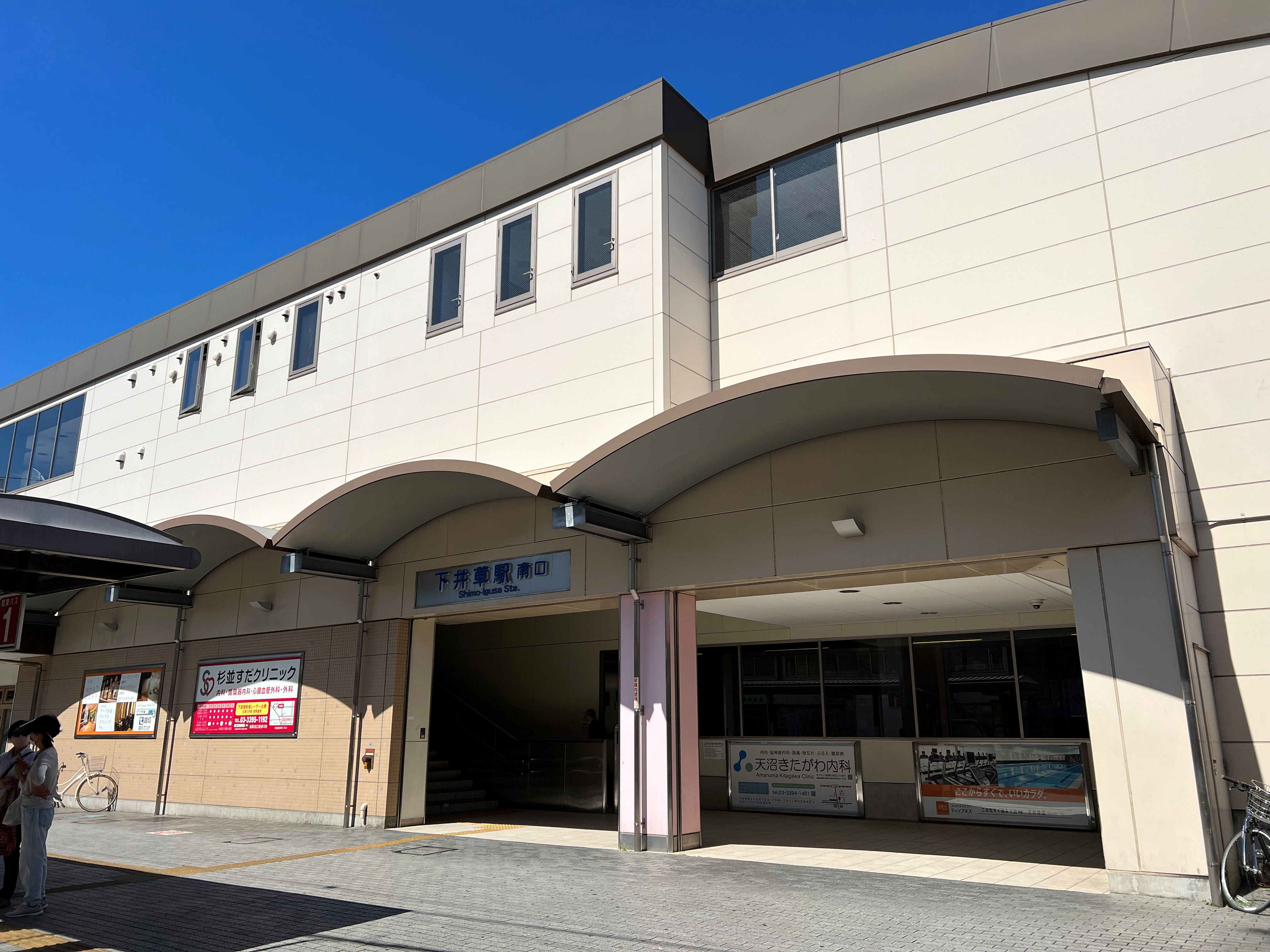
南口（2022年9月）
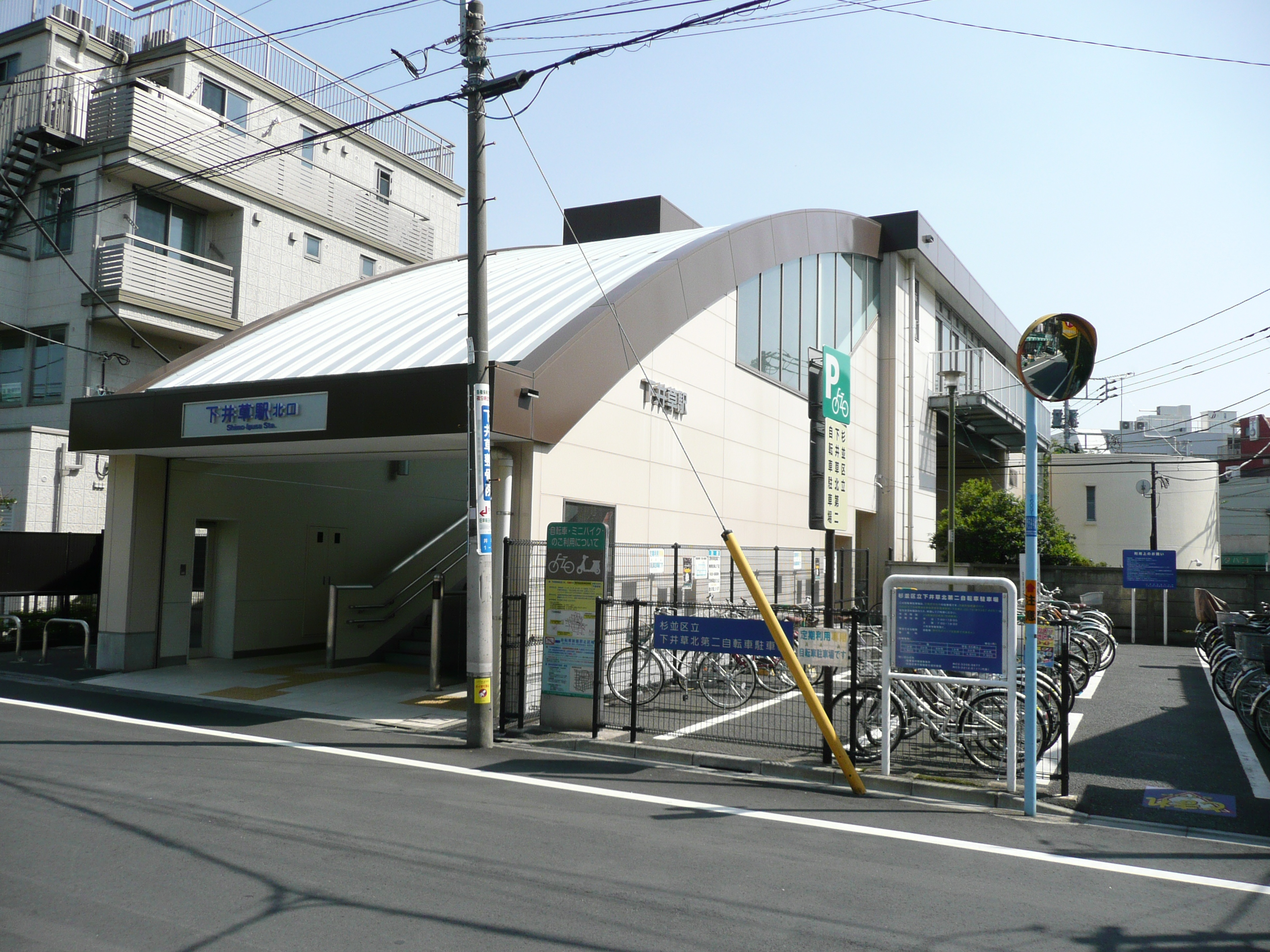
北口（2012年4月）
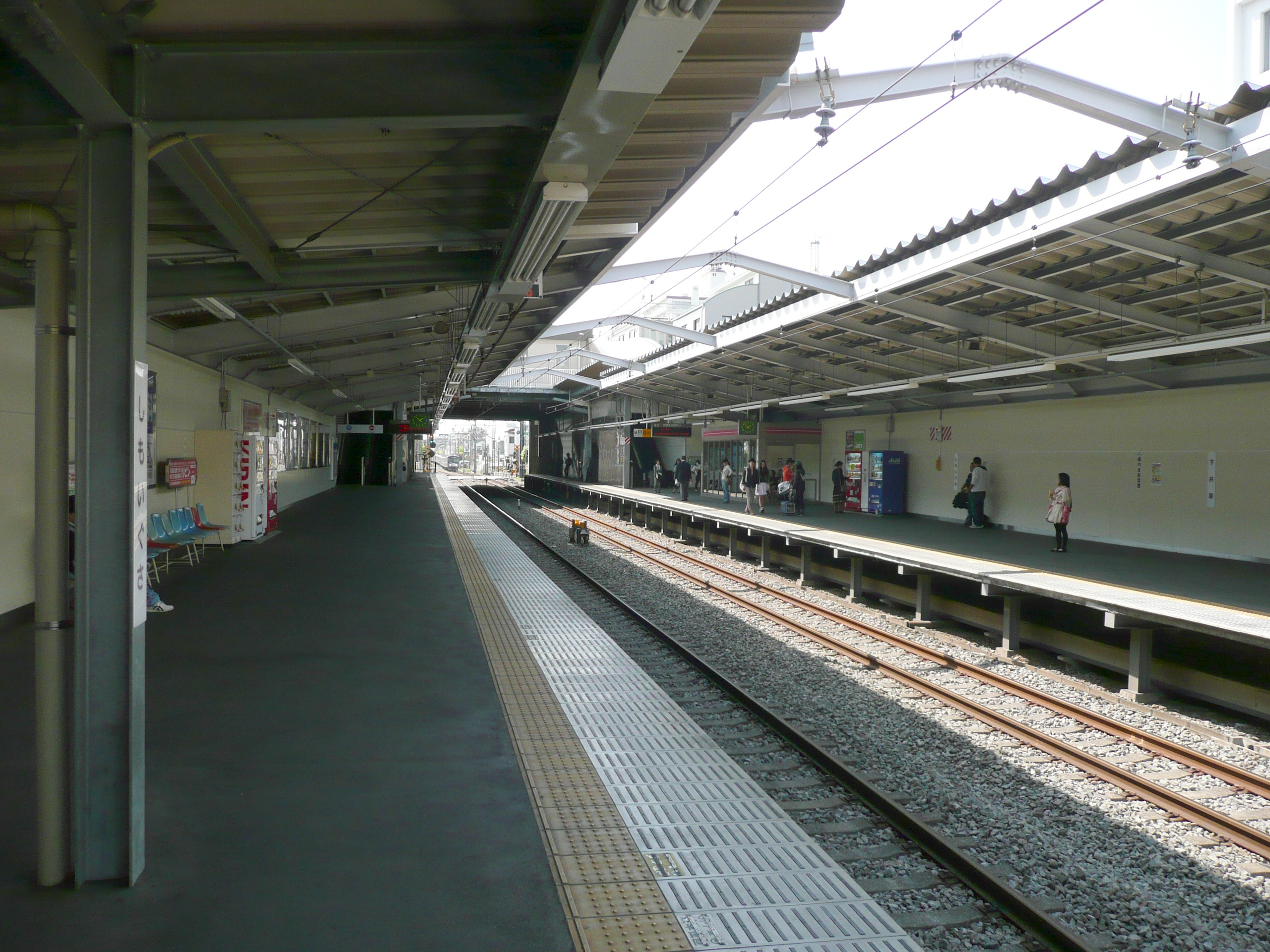
ホーム（2012年4月）
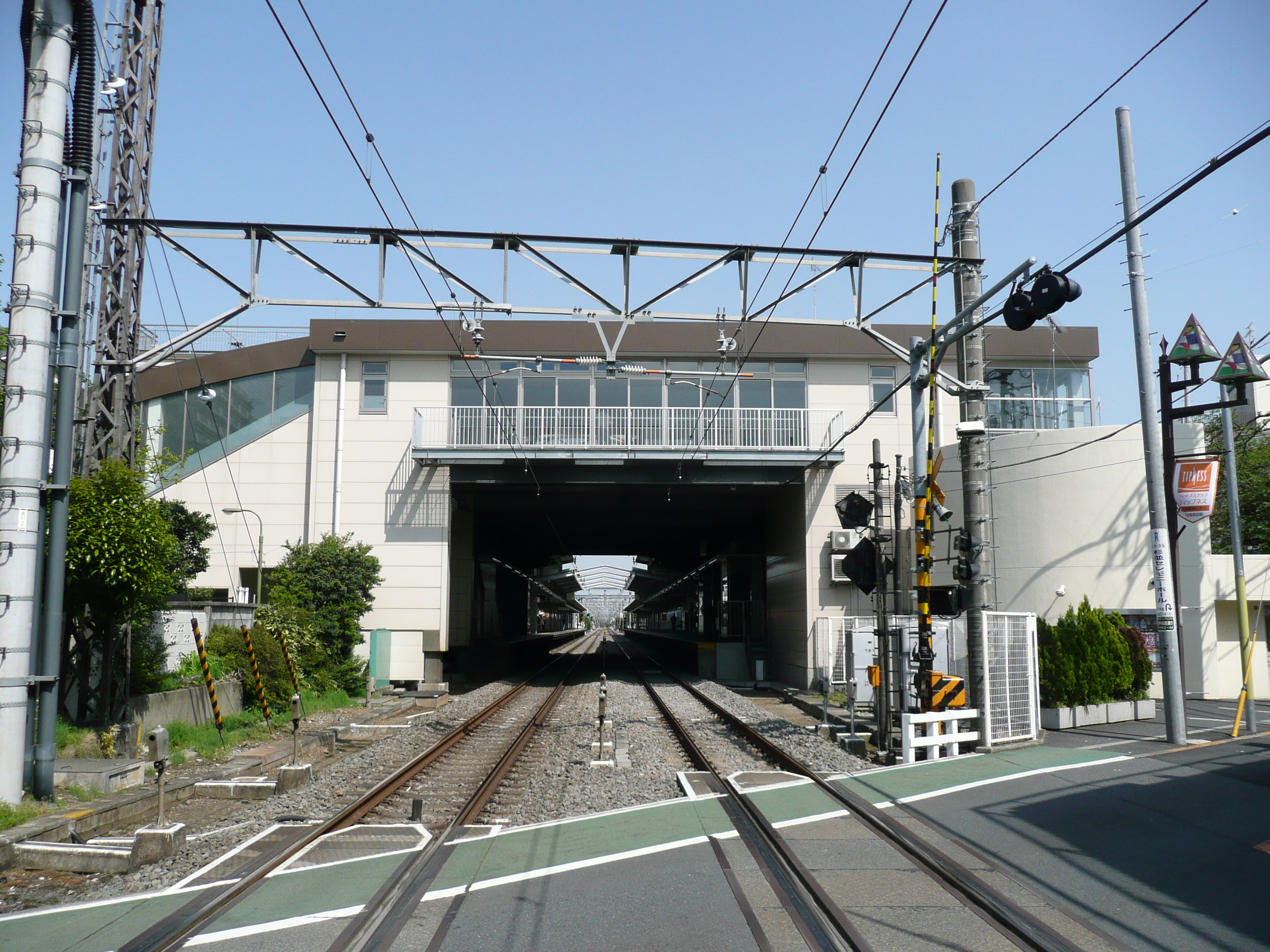
隣接する踏切から（2012年4月）
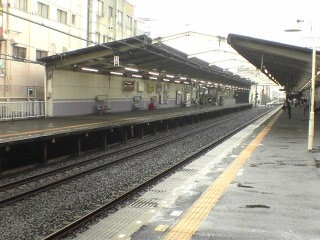
ホーム（改良工事前・2005年5月）

### のりば
| ホーム | 路線   | 方向 | 行先                   |
| ------ | ------ | ---- | ---------------------- |
| 1      | 新宿線 | 下り | 所沢・本川越・拝島方面 |
| 2      | 新宿線 | 上り | 高田馬場・西武新宿方面 |

## 利用状況
2024年（令和6年）度の1日平均乗降人員は22,499人であり、西武鉄道全92駅中45位。新宿線 高田馬場駅 - 上石神井駅間で連絡運輸なし、かつ各駅停車のみ停車する駅では最多だったが、2017年度は野方駅に抜かれている。
近年の1日平均乗降・乗車人員の推移は以下の通りである。
| 年度               | 1日平均 乗降人員 | 1日平均 乗車人員 | 出典     |
| ------------------ | ---------------- | ---------------- | -------- |
| 1990年（平成02年） |                  | 13,726           | [ * 1 ]  |
| 1991年（平成03年） |                  | 13,855           | [ * 2 ]  |
| 1992年（平成04年） |                  | 13,638           | [ * 3 ]  |
| 1993年（平成05年） |                  | 13,375           | [ * 4 ]  |
| 1994年（平成06年） |                  | 13,181           | [ * 5 ]  |
| 1995年（平成07年） | 25,956           | 12,986           | [ * 6 ]  |
| 1996年（平成08年） | 25,537           | 12,727           | [ * 7 ]  |
| 1997年（平成09年） | 24,977           | 12,421           | [ * 8 ]  |
| 1998年（平成10年） | 24,576           | 12,187           | [ * 9 ]  |
| 1999年（平成11年） | 24,180           | 11,986           | [ * 10 ] |
| 2000年（平成12年） | 24,149           | 11,936           | [ * 11 ] |
| 2001年（平成13年） | 24,348           | 12,038           | [ * 12 ] |
| 2002年（平成14年） | 24,098           | 11,891           | [ * 13 ] |
| 2003年（平成15年） | 24,140           | 11,915           | [ * 14 ] |
| 2004年（平成16年） | 23,581           | 11,638           | [ * 15 ] |
| 2005年（平成17年） | 23,054           | 11,377           | [ * 16 ] |
| 2006年（平成18年） | 22,894           | 11,280           | [ * 17 ] |
| 2007年（平成19年） | 23,737           | 11,802           | [ * 18 ] |
| 2008年（平成20年） | 24,059           | 11,988           | [ * 19 ] |
| 2009年（平成21年） | 24,228           | 12,089           | [ * 20 ] |
| 2010年（平成22年） | 23,516           | 11,783           | [ * 21 ] |
| 2011年（平成23年） | 23,039           | 11,522           | [ * 22 ] |
| 2012年（平成24年） | 23,388           | 11,721           | [ * 23 ] |
| 2013年（平成25年） | 23,764           | 11,929           | [ * 24 ] |
| 2014年（平成26年） | 23,679           | 11,898           | [ * 25 ] |
| 2015年（平成27年） | 23,998           | 12,057           | [ * 26 ] |
| 2016年（平成28年） | 24,543           | 12,326           | [ * 27 ] |
| 2017年（平成29年） | 24,872           | 12,493           | [ * 28 ] |
| 2018年（平成30年） | 25,181           | 12,658           | [ * 29 ] |
| 2019年（令和元年） | 24,921           | 12,525           | [ * 30 ] |
| 2020年（令和02年） | 18,472           |                  |          |
| 2021年（令和03年） | 19,315           |                  |          |
| 2022年（令和04年） | 20,920           |                  |          |
| 2023年（令和05年） | 21,827           |                  |          |
| 2024年（令和06年） | 22,499           |                  |          |

## 駅周辺
- 旧早稲田通り（東京都道・埼玉県道25号飯田橋石神井新座線）

### 北口
- 新青梅街道
- 杉並井草郵便局
- 西武信用金庫下井草支店
- 三徳 下井草店
- カトリック下井草教会
- 杉並セレモニーホール
- 東京都立稔ヶ丘高等学校
- 中野区立北中野中学校
- 中野区立武蔵台小学校
- 杉並区立八成小学校
- 杉並区役所八成区民集会所
- 井草児童館

### 南口
- 杉並区役所 井草区民事務所
- 杉並区立下井草図書館
- 杉並区立下井草児童館
- 中野区西中野児童館
- 杉並区地域包括支援センター ケア24下井草
- 東京都下水道局 西部第一管理事務所杉並出張所
- 荻窪消防署下井草出張所
- 杉並下井草郵便局
- 下井草南郵便局
- 西友 下井草店 (かつてセゾンカードのATMがあったが、現在はない)
- ユニクロ 杉並下井草店
- 日産レンタカー 下井草駅前
- 三井住友銀行 下井草支店
- 東京信用金庫 下井草支店
- 杉並区立桃井第五小学校
- 杉並区立中瀬中学校
- 下井草東部自治会館
- ティップネス下井草店

## バス路線
関東バスにより運行されている。
南口前に「下井草駅」停留所がある。2007年7月22日から、荻10と阿50阿佐谷駅行の乗り場が分離された。阿50系統石神井公園駅行のりばは駅から少し歩いたところにある。
また、北口から徒歩約5分のところに「井草一丁目」停留所がある。

### 下井草駅
のりば (1)
- 荻10系統：清水三丁目経由荻窪駅行
- 清水三丁目経由青梅街道営業所行

のりば (2)
- 阿50系統・阿51系統：阿佐谷営業所経由阿佐ヶ谷駅行
- 阿佐谷営業所行

のりば (3)（南口から徒歩約2分、実際の停留所にはのりば番号は振られていない）
行き方=下井草駅南口から、まず三井住友銀行を目指し、次にマツモトキヨシを目指し、その先のよこやま耳鼻咽喉科をめざす。その前にある。
- 阿50系統：石神井公園駅行
- 阿03系統：中村橋駅行 早朝一本のみ
- 荻07-1系統：練馬駅行 早朝一本のみ

### 井草一丁目
のりば番号に関しては関東バス公式サイト「関東バスナビ」で表示される便宜上の番号であり、実際は何も表記されていない。
のりば (1)
- 阿50系統：石神井公園駅行
- 阿03系統：中村橋駅行 早朝一本のみ
- 荻07-1系統：練馬駅行 早朝一本のみ

のりば (2)・のりば(3)。
- 阿50系統：下井草駅経由 阿佐ヶ谷駅行
- K01：東京警察病院正門前経由 中野駅行

## 付記

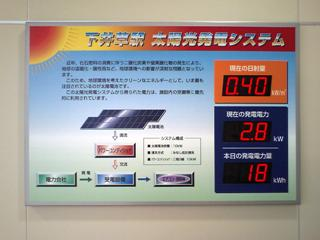
太陽光発電システムの表示板

- 西武鉄道の駅で初めて太陽光発電システムが設置され、2007年2月3日より使用を開始している[3][11]。

- ちひろ美術館の最寄り駅と誤認して下車する利用者が多いため、『ちひろ美術館の最寄り駅は上井草です。』との大きな張り紙がある。

## 隣の駅
西武鉄道
 新宿線
■拝島ライナー・■快速急行・■通勤急行・■急行・■準急
通過
■各駅停車
鷺ノ宮駅 (SS09) - 下井草駅 (SS10) - 井荻駅 (SS11)
当駅と鷺ノ宮駅との間にはかつて西鷺宮駅が存在した。

## 将来の構想
東京都の交通計画で地下化が推奨されている。